# Kaous
Kaous (em árabe: قاوس), anteriormente Duquesne durante a colonização francesa, é uma cidade e comuna localizada na província de Jijel, Argélia. Segundo o censo de 2008, a população total da cidade era de 26 137 habitantes.